# كونتشيتا مونتينيغرو
كونتشيتا مونتينيغرو (بالإسبانية: Conchita Montenegro)‏ هي مغنية وعارضة وممثلة إسبانية، ولدت في 11 سبتمبر 1911 في سان سيباستيان في إسبانيا، وتوفيت في 22 أبريل 2007 في مدريد في إسبانيا.

## وصلات خارجية
- كونتشيتا مونتينيغرو على موقع IMDb (الإنجليزية)
- كونتشيتا مونتينيغرو على موقع ألو سيني (الفرنسية)
- كونتشيتا مونتينيغرو على موقع أول موفي (الإنجليزية)
- كونتشيتا مونتينيغرو على موقع قاعدة بيانات الفيلم (الإنجليزية)
- كونتشيتا مونتينيغرو على موقع كينوبويسك (الروسية)